# Fuafatu
Fuafatu là một hòn đảo nhỏ của Funafuti, Tuvalu, cách Tefala 5,5 dặm (8,9 km) về phía bắc.
Fuafatu là một phần của Khu bảo tồn Funafuti được thành lập vào năm 1996 với mục đích bảo tồn hệ động thực vật tự nhiên của khu vực.
Te Ava Fuagea, còn được gọi là Ava Amelia, là một lối đi sâu và hẹp ở phía tây nam của đảo san hô, sâu 18.3 mét và rộng 160 mét, tách biệt phần phía nam của đảo san hô ở phía tây, phía nam của Te Ava Papa và Fuafatu xa hơn về phía bắc, ở phía bắc của đảo Vasafua.